# Malda Airport
Malda Airport är en flygplats i Indien.   Den ligger i distriktet Māldah och delstaten Västbengalen, i den östra delen av landet, 1 200 km öster om huvudstaden New Delhi. Malda Airport ligger 18 meter över havet.
Terrängen runt Malda Airport är mycket platt. Runt Malda Airport är det tätbefolkat, med 881 invånare per kvadratkilometer. Närmaste större samhälle är Ingrāj Bāzār, 3,4 km söder om Malda Airport. Trakten runt Malda Airport består till största delen av jordbruksmark.